# Rafael Hüseynov
Rafael Baba oğlu Hüseynov (ur. 12 sierpnia 1955 w Kürdəmir) – azerski teoretyk literatury, tłumacz, członek Związku Dziennikarzy Azerbejdżanu, dyrektor Muzeum Literatury Azerskiej imienia Nizamiego, profesor, członek rzeczywisty Azerbejdżańskiej Akademii Nauk (od 2014 roku), scenarzysta filmowy oraz działacz społeczny. W latach 1971–1976 studiował filologię perską na Bakijskim Uniwersytecie Państwowym. W 1980 roku obronił pracę kandydacką, a w 1992 roku uzyskał stopień doktora nauk.

## Prace
1. Vaxtdan uca. Bakı: İşıq, 1987, 363 səh.
2. 1002-ci gecə. Bakı: İşıq, 1988, 408 səh.
3. Məhsəti necə varsa. Bakı: Yazıçı, 1989, 336 səh.
4. Millətin zərrəsi. Bakı, “Azərbaycan”, 2001
5. Məhsəti Gəncəvi-özü, sözü, izi. Bakı, “Nurlan”, 2005
6. Əbədi Cavid. Bakı, “Nurlan”, 2007
7. Cavidlər. Tehran: Dorsa, 2009.- 288 s.
8. Söz məbədi. Nizami Gəncəvi adına Milli Azərbaycan Ədəbiyyatı Muzeyi. Bakı, „Araz”, 2009
9. Госпожа Луна – Мехсети Гянджеви. Баку, «Элм», 2010
10. Yurdun adındakı can. Bakı, Elm, 2010
11. Hamısı ulduz. Musiqi tariximizin səhifələri. Bakı, “Elm və Təhsil”, 2012
12. Söz heykəli. Bakı, “Elm və Təhsil”, 2012
13. İmzamız. Sənət düşüncələri. Bakı, “Elm və Təhsil”, 2012
14. Şirvan şairləri. Bakı, “Elm və Təhsil”, 2012
15. Söz tək gözəl. Məhsəti haqqında monoqrafiya. Bakı, Şərq-Qərb” nəşriyyatı, 2013
16. Царица державы рубаи. Məhsəti haqqında monoqrafiya. Bakı, Şərq-Qərb” nəşriyyatı, 2013
17. Məhsəti Gəncəvi. Portret-oçerk. (21 dildə kitab – Azərbaycan, Azərbaycan dilində ərəb əlifbası ilə, rus, ingilis, türk, fransız, alman, italyan, ispan, tacik, fars, ərəb, koreya, yapon, indoneziya, norveç, yunan, hind, polyak, çex, ivrit, urdu dillərində). Bakı, “Şərq-Qərb”, 2013
18. Sözün meracı (Azərbaycan ədəbiyyatının klassikləri haqqında). Bakı, 2014 “Elm və təhsil” (Rus dilində)